# Butch i femme

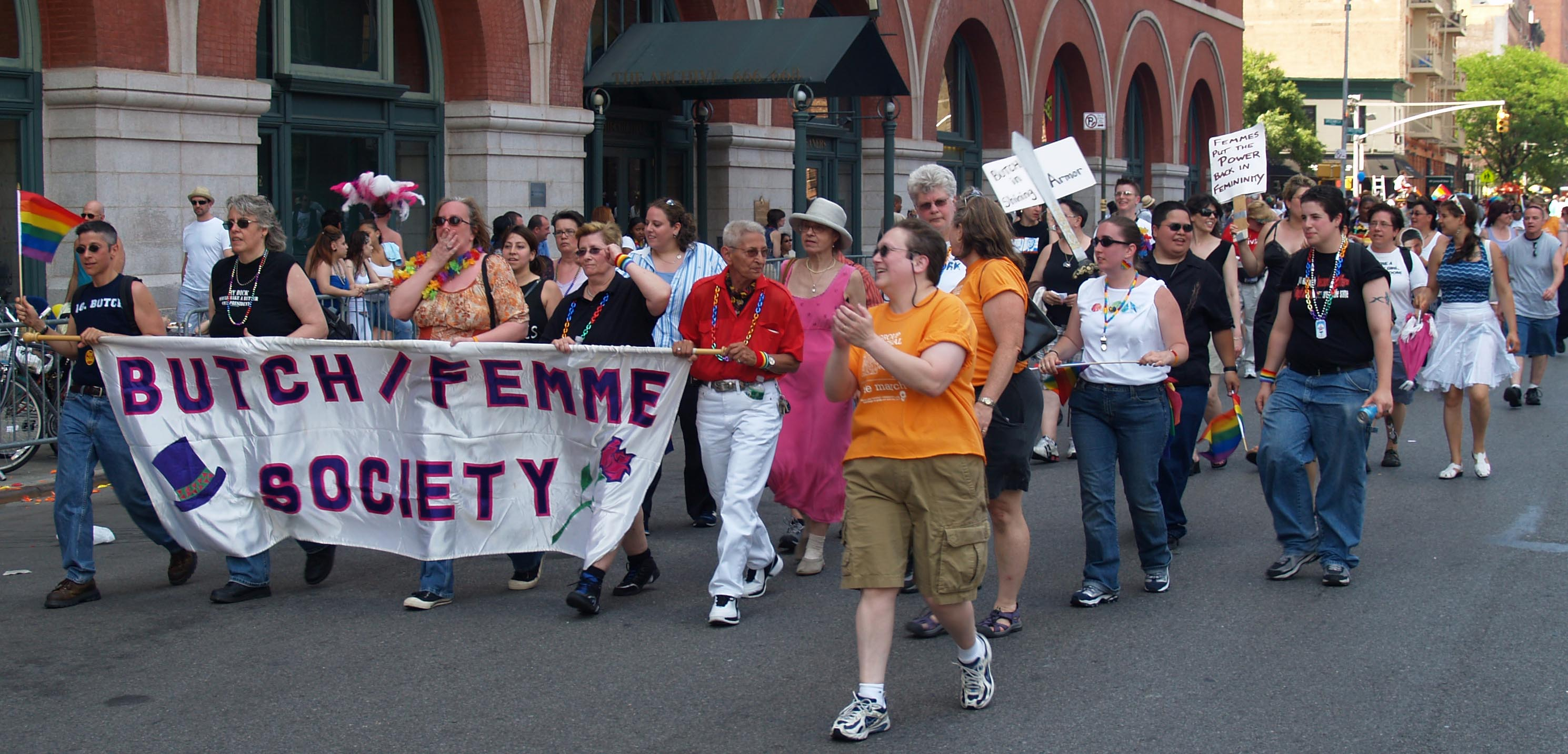
Marsz Lesbian Butch/Femme Society w nowojorskiej Paradzie Gay Pride z 2007 roku.

Butch i femme – pojęcia funkcjonujące w subkulturze lesbijskiej w celu przyporządkowania lub rozpoznania męskiej (butch) lub kobiecej (femme) tożsamości wraz z jej cechami towarzyszącymi, zachowaniami, stylem, percepcją samej siebie i tak dalej. Terminy te zostały wprowadzone do społeczności lesbijskich w XX wieku. Koncepcję tę nazwano „sposobem organizowania relacji seksualnych oraz tożsamości płciowej i seksualnej”. Kultura butch-femme nie jest jedyną formą lesbijskiego systemu diadycznego, ponieważ wiele kobiet żyje w związkach butch-butch lub femme-femme.

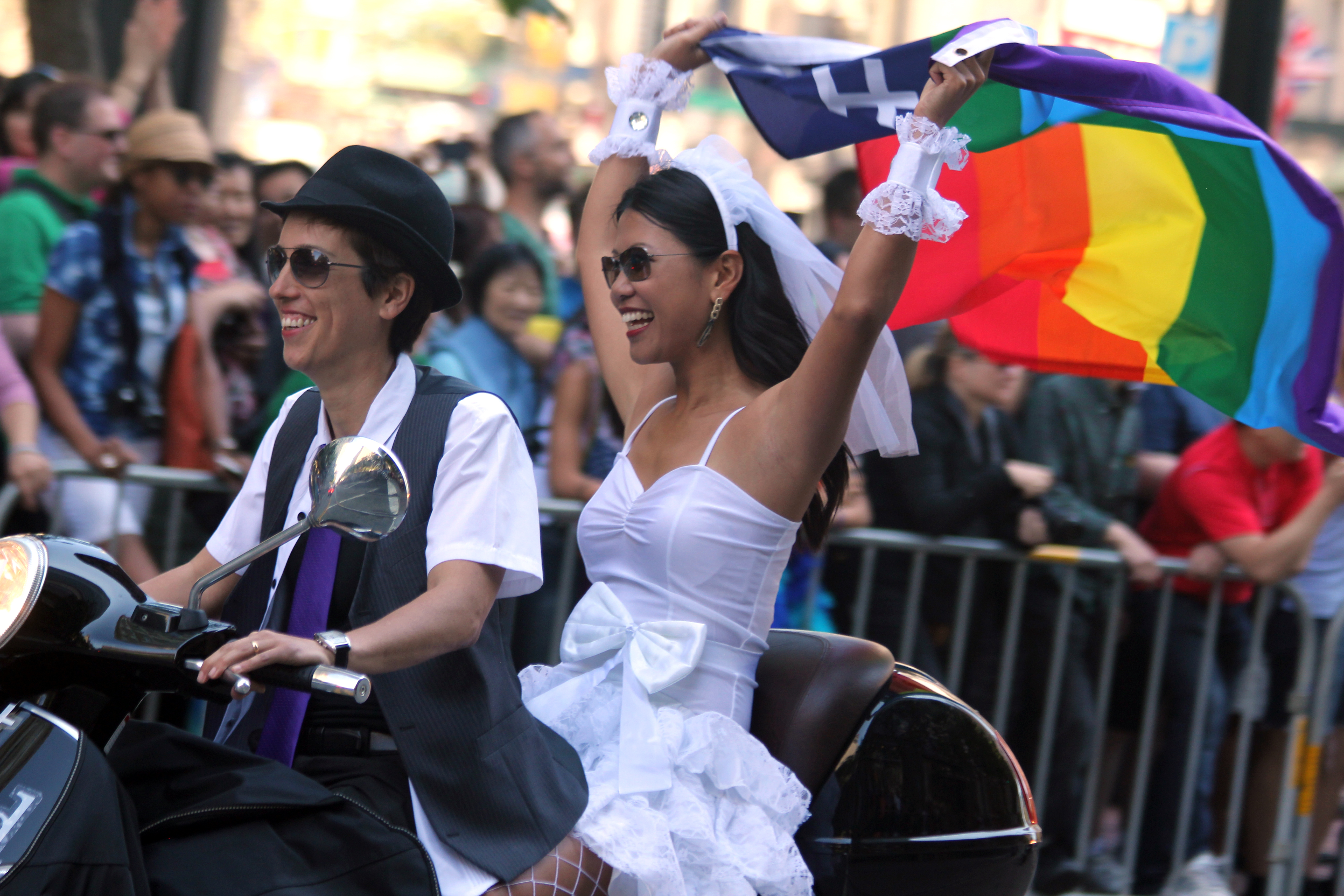
Lesbijki, butch (po lewej) i femme (po prawej)

Zarówno ekspresja poszczególnych lesbijek o tożsamości butch i femme, jak i związek ogółu społeczności lesbijskiej z pojęciem butch i femme jako zasad organizowania kontaktów seksualnych, była różna w ciągu XX wieku. Niektóre lesbijskie feministki przekonywały, że butch-femme jest powielaniem stosunków heteroseksualnych, podczas gdy inne komentatorki utrzymują, że choć rezonuje to z heteroseksualnymi wzorcami relacji, to jednak butch-femme jednocześnie je kwestionuje. Badania przeprowadzone w latach 90. w Stanach Zjednoczonych wykazały, że „95% lesbijek jest świadomych znaczenia haseł butch/femme i potrafi ocenić siebie lub innych w odniesieniu do tych haseł, a jednocześnie ten sam odsetek uważa, że butch/femme był „nieistotny w ich życiu”.

## Etymologia i symbolika
Słowo femme zaczerpnięte jest od francuskiego słowa oznaczającego kobietę. Słowo butch mogło zostać stworzone poprzez skrócenie wyrazu ang. butcher („rzeźnik”), jak to po raz pierwszy zauważono w przydomku George’a Cassidy’ego, Butch Cassidy. Jednakże dokładne pochodzenie tego słowa jest nadal nieznane.
Projektantka stron internetowych Daddy Rhon stworzyła dla reprezentowania seksualności butch/femme symbol czarnego trójkąta przecinającego czerwone koło, który po raz pierwszy został użyty na początku XXI wieku na stronie butch-femme.com i od tego czasu zaczął być wykorzystywany w innych miejscach.

## Cechy charakterystyczne

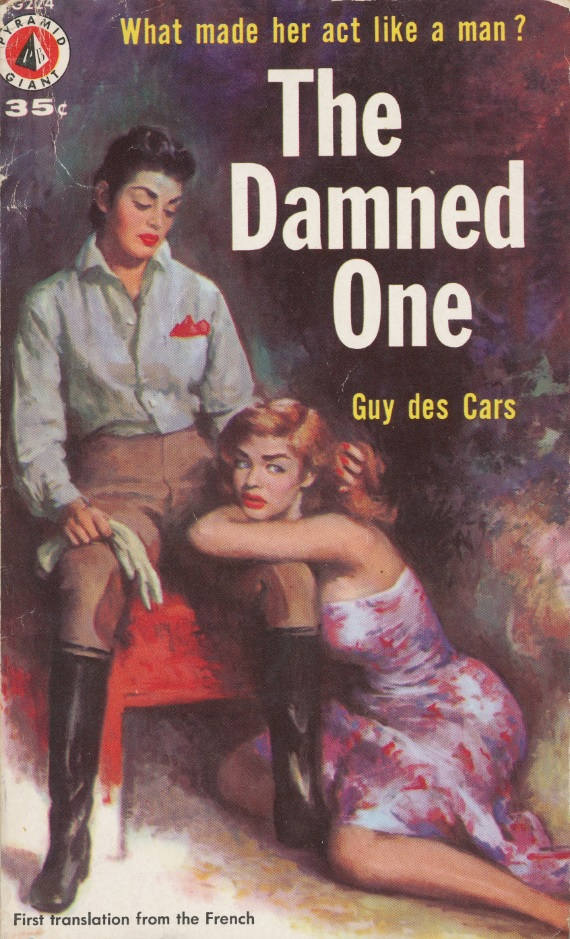
Lesbijska para narysowana przez George’a Ziela na okładce The Damned Ones, angielskiego tłumaczenia powieści Guy des Cars zatytułowanej La Maudite (1956).

Przedmiotem dyskusji jest to, do kogo mogą odnosić się pojęcia butch i femme, a w szczególności to, czy w ten sposób można określić osoby transpłciowe. Przykładowo, Jack Halberstam twierdzi, że transseksualni mężczyźni nie mogą być uważani jako butch, ponieważ tworzy to konflikt między samczością (ang. maleness) a męskością (ang. butchness). Twierdzi on ponadto, że butch-femme jest unikalnie przystosowany do funkcjonowania w związkach lesbijskich. Stereotypy i definicje pojęć „butch” oraz „femme” są bardzo zróżnicowane, nawet w ramach ściśle związanych społeczności LGBT. Z drugiej strony, pisarka Jewelle Gomez zastanawia się nad tym, czy kobiety butch i femme we wczesnym dwudziestym wieku nie wyrażały swojej ukrytej tożsamości transpłciowej. Antypatia wobec męskich lesbijek i kobiecych mężczyzn była interpretowana przez niektórych publicystów jako transfobia, chociaż tego typu osoby nie zawsze są transpłciowe i w rzeczywistości niektóre osoby heteroseksualne obydwu płci wykazują takie cechy.
Badacze tacy jak Judith Butler i Anne Fausto-Sterling sugerują, że butch i femme nie są próbą przyjęcia „tradycyjnych” ról płciowych. Zamiast tego twierdzą, że płeć jest społecznie i historycznie skonstruowana, a nie esencjalna, „naturalna” czy biologiczna. Historyczka femme lesbijska Joan Nestle twierdzi, że femme i butch mogą być postrzegane jako odrębne płcie same w sobie.

### Butch
W języku angielskim, słowo „butch” może być używane jako przymiotnik lub rzeczownik w celu opisania płci, lub ekspresji płciowej danej osoby. Męską osobę bez względu na płeć można opisać jako butch, nawet jeśli bardziej powszechne jest stosowanie tego terminu wobec kobiet o cechach w większości męskich. Termin „butch” zazwyczaj kojarzy się z poziomem męskości okazywanej przez kobietę wykraczającym poza to, co byłoby typowe dla chłopczycy (ang. tomboy). Nierzadko zdarza się, że kobiety wyglądające jak butch doświadczają molestowania lub przemocy.
Ankieta z lat 90. przeprowadzona wśród butchy wykazała, że 50% z nich czuło głównie pociąg do femme, podczas gdy 25% zgłaszało, że zazwyczaj przyciągają je inne butch.

#### Stone butch
„Kamienne” butche z reguły nie lubią być seksualnie dotykane w okolicy narządów płciowych przez swoje partnerki, aczkolwiek nadal dostarczają swoim partnerkom satysfakcji seksualnej i często doświadczają przy tym własnej przyjemności. Kobieta „stone butch” jest również zdolna do czerpania przyjemności seksualnej od swojej partnerki na wiele innych sposobów.
Termin „stone butch” został spopularyzowany przez Leslie Feinberg w jej powieści Stone Butch Blues z 1993 roku, która opisuje eksploracje społeczności lesbijskiej przez bohaterkę. Duży segment poświęcony jest problemom związanym z byciem kamienną butch.

### Femme
Podobnie jak termin „butch”, femme można używać jako przymiotnik lub rzeczownik. Kobiety femme nie są „odczytywane” jako lesbijki, chyba że towarzyszą im partnerki butch, ponieważ dostosowują się do tradycyjnych standardów kobiecości. Z uwagi na to, że nie wykazują cech męskich, femme były szczególnie uciążliwe dla seksuologów i psychoanalityków, którzy chcieli dowieść, że wszystkie lesbijki chcą być mężczyznami. Tradycyjnie, od femme w parze butch-femme oczekiwano, że będzie ona funkcjonować jako stereotypowa kobieta i zapewni emocjonalne wsparcie dla swojej butch partnerki. W pierwszej połowie dwudziestego wieku, kiedy role płciowe butch-femme zostały ograniczone do podziemnej sfery barowej, kobiety femme były uważane za niedostrzegalne bez butch partnerki – to znaczy, mogły uchodzić za heteroseksualne ze względu na ich konformizm płciowy.

## Historia

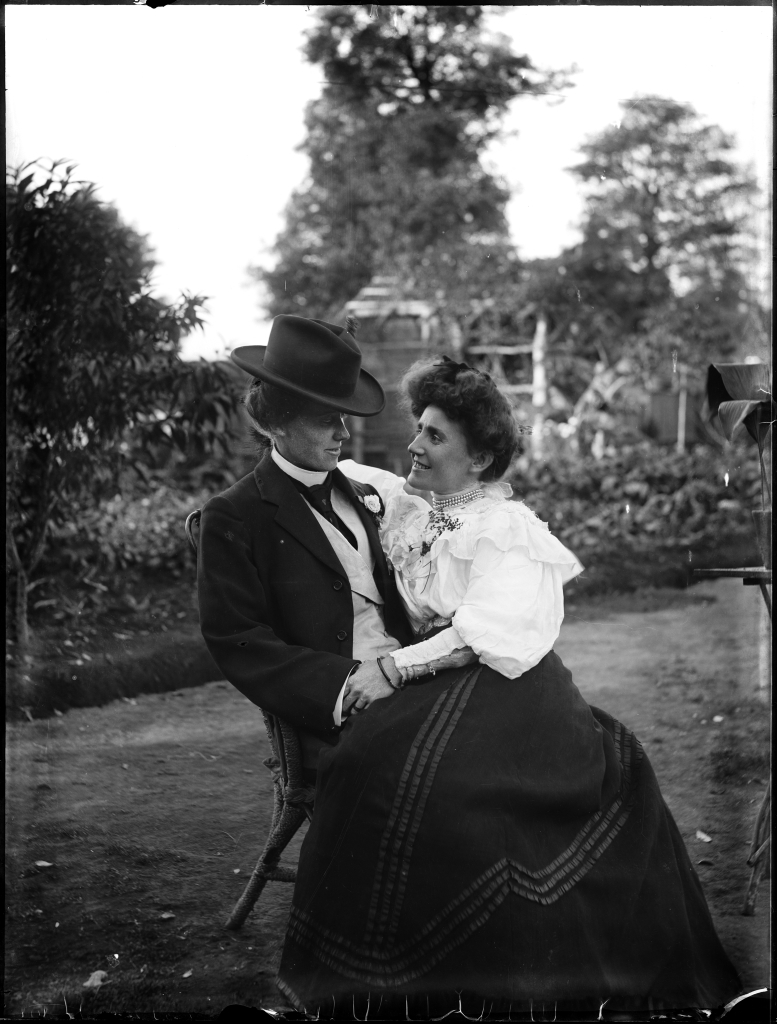
Para młodych dziewcząt; jedna ubrana jak mężczyzna, a druga jak kobieta.

Do połowy XX wieku w kulturze zachodniej, społeczeństwa homoseksualne istniały w większości pod ziemią lub potajemnie, co utrudnia stwierdzenie, jak długo kobiety praktykowały role butch i femme.

### Początek XX wieku
Wiadomo, że dress code butch-femme sięga przynajmniej początku XX wieku, ponieważ zachowały się fotografie par butch-femme w dekadzie 1910-1920 w Stanach Zjednoczonych; wtedy nazywano je „transwestytami”. Jednak jak podaje Międzynarodowa Encyklopedia Kobiet Routledge, pomimo tego, że kobiety z wyższych sfer, takie jak Radclyffe Hall i jej kochanka Una Troubridge, żyły razem w związkach, które przypominały związki butch-femme, „Termin butch/femme byłby jednak kategorycznie nieistotny i niezrozumiały dla tych kobiet”.

### Połowa XX wieku
Role płciowe butch i femme zaczęły być widoczne dopiero w latach 40. XX w. odkąd zaczęto powszechnie zezwalać kobietom na wchodzenie do barów bez mężczyzn. W latach 40. w USA większość butch kobiet musiała nosić tradycyjnie kobiece sukienki, aby utrzymać pracę, zakładając wykrochmalone koszule i krawaty tylko w weekendy na wyjścia do barów lub na imprezy.
Lata pięćdziesiąte przyniosły rozkwit nowego pokolenia butche kobiet, które nie chciały prowadzić podwójnego życia i nosiły strój butch na pełny etat lub tak blisko jak to było możliwe. Zazwyczaj ograniczało je to do kilku zawodów, takich jak praca w fabryce i prowadzenie taksówki, które nie posiadały zasad ubioru dla kobiet.